# Newton Grove
Newton Grove est une ville américaine située dans le comté de Sampson en Caroline du Nord. En 2010, sa population était de 569 habitants.

## Démographie
| 1880 | 1890 | 1900 | 1910 | 1920 | 1930 |
| ---- | ---- | ---- | ---- | ---- | ---- |
| 61   | 63   | 75   | 73   | 125  | 150  |

| 1940 | 1950 | 1960 | 1970 | 1980 | 1990 |
| ---- | ---- | ---- | ---- | ---- | ---- |
| 339  | 374  | 477  | 546  | 564  | 511  |

| 2000 | 2010 | - | - | - | - |
| ---- | ---- | - | - | - | - |
| 606  | 569  | - | - | - | - |

## Traduction
- (en) Cet article est partiellement ou en totalité issu de l’article de Wikipédia en anglais intitulé « Newton Grove, North Carolina » (voir la liste des auteurs).